# Hexacona armata
Hexacona armata är en skalbaggsart som beskrevs av Bates 1881. Hexacona armata ingår i släktet Hexacona och familjen långhorningar.
Artens utbredningsområde är Costa Rica. Inga underarter finns listade i Catalogue of Life.